# Aude Amadou

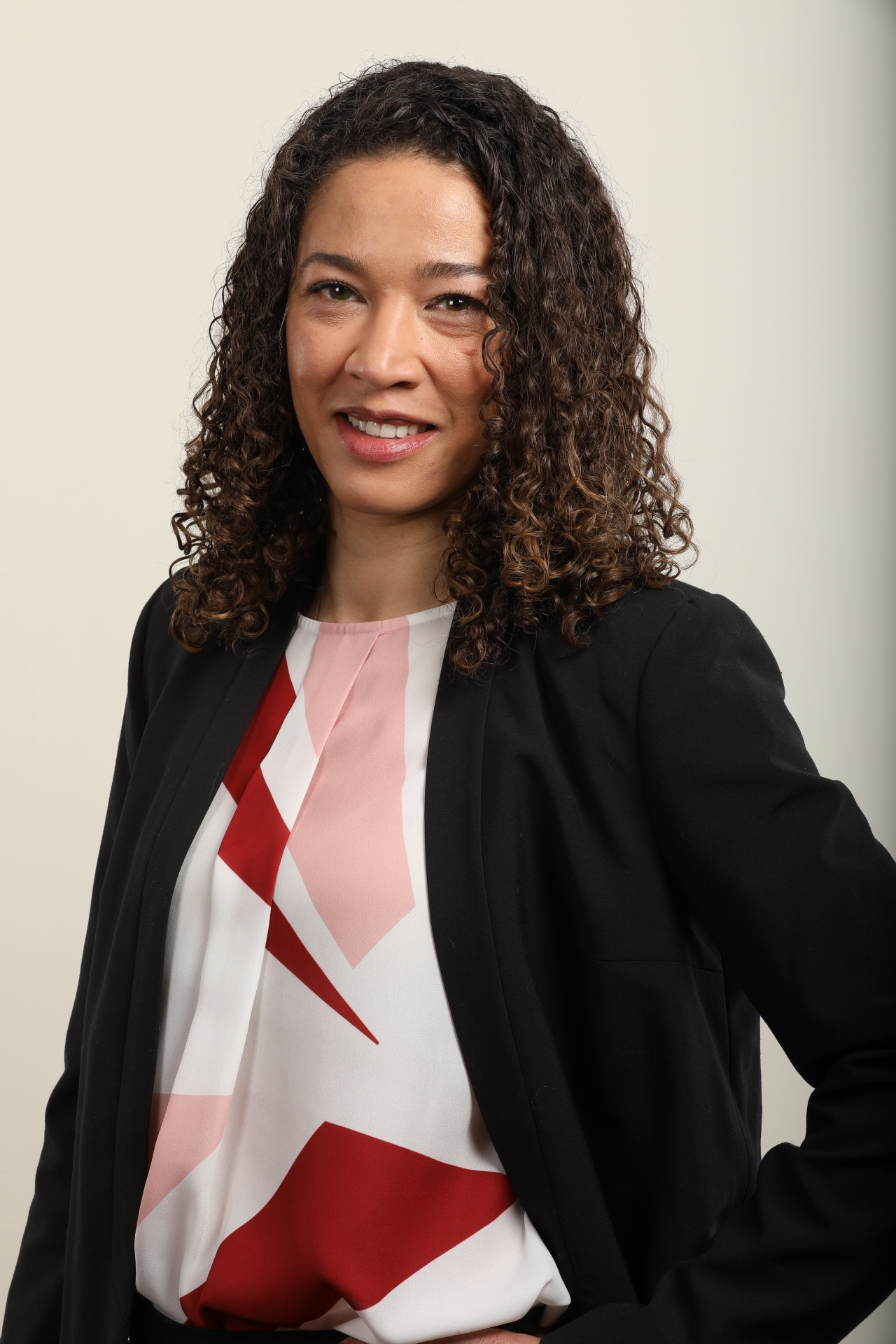
Aude Amadou (2018)

Aude Amadou (* 29. Februar 1980 in Coutances) ist eine französische Politikerin der Partei La République en Marche (REM) und ehemalige professionelle Handballspielerin. Seit 2017 ist sie Abgeordnete der Nationalversammlung.

## Leben
Amadou legte ihr Baccalauréat littéraire in Segré ab, ihre anschließende Abschlussprüfung in Wirtschaftsfächern, das Bac ES, absolvierte sie am Lycée Vial in Nantes. Sie nahm zunächst ein Studium in Tours auf, schlussendlich erwarb sie in Toulon ein europäisches Diplom der Kommunikationswissenschaften.
Während ihrer knapp 17-jährigen Handballkarriere war Amadou in verschiedenen Vereinen wie dem CJF Fleury Loiret Handball, dem Toulon Saint-Cyr Var Handball und dem OGC Nice Côte d'Azur Handball zumeist in der höchsten französischen Spielklasse aktiv, wo die Rückraummittespielerin auch oft als Mannschaftskapitänin fungierte. 2012 entschied sich Amadou zugunsten einer Führungsposition in der Agentur La Bulle à Idées, die sich auf Sportveranstaltungen spezialisiert hat, ihre Karriere zu beenden und war nochmals 2017 kurzzeitig Teil des Amateurklubs N2 aus Moncoutant-sur-Sèvre.
Zur Politik gelangte Amadou durch die Lektüre des politischen Essays Révolution, das Emmanuel Macron im Vorfeld der Präsidentschaftswahlen 2017 veröffentlichte. Dieses Buch habe sie dazu motiviert, selbst politisch aktiv zu werden und „für ihre persönlichen Werte“ einzutreten, wie Amadou der Tageszeitung Le Figaro sagte.
Bei den Parlamentswahlen 2017 trat Amadou als Quereinsteigerin für die REM im vierten Wahlkreis von Loire-Atlantique an, erreichte im ersten Wahlgang 39,20 Prozent der gültigen Stimmen und wurde in der Stichwahl gegen Vincent Egron (FI) mit einem Stimmenanteil von 56,93 Prozent in die Nationalversammlung gewählt.

## Positionierung als Abgeordnete
Amadou stellt gemeinsam mit Régis Juanico den Vorsitz der parteiübergreifenden Arbeitsgruppe zu den Olympischen und Paralympischen Spielen in Paris 2024, der sich im Dezember 2017 konstituierte.
Nachdem das Projet d'aéroport du Grand Ouest zur Verlegung des Flughafens Nantes in die Gemeinde Notre-Dame-des-Landes im Januar 2018 von Premierminister Édouard Philippe aufgrund des Widerstandes in der Bevölkerung offiziell fallengelassen wurde, setzte sich Amadou für eine grundlegende Erneuerung des bereits bestehenden Flughafens und eine Neuausrichtung der Landebahnen ein.
In der Nationalversammlung ist Amadou außerdem Mitglied verschiedener Gruppierungen:
- zur Förderung der wirtschaftlichen Zusammenarbeit mit Afrika,
- zum Schutz von unbegleiteten Minderjährigen,
- für die Übernahme sozialer Verantwortung durch Unternehmen,
- zur Förderung der Gemeinschaft und der Freiwilligenarbeit und
- zum Erhalt des französischen Sozialstaates